# Chế Củ
Chế Củ là một vị vua của Vương quốc Chiêm Thành, trị vì từ năm 1024 đến năm 1074. Theo bi ký Chiêm Thành, ông có tên gọi là Yang Pu Sri Rudravarmadeva. Ông còn được gọi là Rudravarman III. Dưới triều ông, Chiêm Thành bại trận trong cuộc chiến tranh năm 1069 với Đại Việt.

## Chiến tranh với Đại Việt (1069)
Trước đây, năm 1044 vua Lý Thái Tông từng đem quân đánh phạt Chiêm Thành, giết được vua xứ này là Sạ Đẩu. Tuy nhiên, sang thời Lý Thánh Tông, trong các năm 1065 - 1069, vương quốc Chiêm bỏ cống. Từ khi triều đình Chế Củ được vua nhà Tống giúp đỡ, cho ngựa trắng và cho phép họ mua lúa ở Quảng Châu, Chiêm Thành không tiếp tục nạp cống cho Đại Việt nữa. Mọi hành động của Chiêm Thành đều bị người Việt cho là khiêu khích họ.
Tháng 2 năm 1069, niên hiệu Thần Vũ thứ nhất, cùng với Lý Thường Kiệt, vua Lý Thánh Tông thân chinh đem quân đi đánh Chiêm Thành. Khi Lý Thường Kiệt đến cửa Nhật Lệ, thủy quân Chiêm xông ra chặn quân Việt. Tướng Lý là Hoảng Kiệt đánh lui họ rồi tiến về phía Nam không bị ngăn trở, mục đích của quân Đại Việt là tiến thẳng tới đánh phá kinh đô Phật Thệ và bắt quốc vương. Chế Củ cùng năm vạn dân chúng bị bắt.
Đại Việt Sử Ký Toàn Thư có ghi nhận về cuộc chiến này như sau:
trận này vua đánh Chiêm Thành mãi không được, đem quân về đến châu Cư Liên, nghe tin Nguyên phi giúp việc nội trị, lòng dân cảm hoá hoà hợp. Trong cõi vững vàng, tôn sùng Phật giáo, dân gọi là bà Quan Âm, vua nói: "Nguyên phi là đàn bà còn làm được như thế, ta là nam nhi lại chẳng được việc gì hay sao?". Bèn quay lại đánh nữa, thắng được. Mùa hạ, tháng 6 đem quân về. Mùa thu, tháng 7, vua từ Chiêm thành về đến nơi, dâng tù ở Thái Miếu, đổi niên hiệu là Thần Vũ năm thứ 1. Chế Củ xin dâng ba châu Địa Lý, Mã Linh, Bố Chính để chuộc tội. Vua bằng lòng, tha cho Chế Củ về nước (Địa Lý nay là tỉnh Quảng Nam). Mùa đông, tháng 10, ngày Đinh Sửu, có đám mây sắc đỏ sát mặt trời.
Còn Đại Việt sử lược thì ghi nhận:
Mùa xuân, tháng 2, ngày Mậu Tuất vua xuống chiếu thân chinh đến nước Chiêm Thành. Ngày Đinh vị vua thề ở nơi Long Trì... Ngày Ất Sửu sai bọn Hoàng Tiệp trong hàng Đại Liêu Ban đánh cửa biển Nhật Lệ thắng lợi... Ngày Bính Tý đóng quân ở Thị Lợi Bì Nại, có cái hiện tượng là hai con chim đều bay theo thuyền vua như thể dẫn đường vậy. Đại quân tiến lên trước đóng ở bờ sông Tu Mao thấy tướng Chiêm Thành là Bố Bì Dà La đang bày trận ở bờ sông. Quan quân (nhà vua- ND) xông ra đánh, chém Bố Bì Dà La, quân Chiêm chết vô số. Chúa Chiêm Thành là Đệ Củ nghe quân bị thua bèn dắt vợ con ban đêm lẫn trốn. Đêm ấy, quan (nhà vua- ND) kéo rốc vào thành Phật Thệ, đến bến Đồng La, dân ở thành Phật Thệ xin hàng.
Mùa hạ, tháng 4 Nguyên Soái Nguyễn Thường Kiệt bắt được Đệ Củ ở biên giới Chân Lạp. Mùa hạ, tháng 5 vua ngự tiệc cùng quần thần ở ngôi điện của vua Chiêm Thành, vua lại thân hành múa thuẫn và đánh cầu ở nơi thềm điện ấy,...
Còn theo Việt sử toàn thư của Phạm Văn Sơn:
Lý Thường Kiệt vượt được sông Tu Mao, lại qua hai con sông nữa mới tới kinh đô Chiêm. Đang đêm nghe tin quân của mình bại trận ở Tu Mao, Chế Củ mang vợ con chạy trốn. Dân trong thành thấy quân Đại Việt đến đều ra hàng.
Cũng theo Việt sử toàn thư, sau đó, Lý Thường Kiệt đem quân theo phía Nam. Vào tháng tư, quân Lý tiến đến biên giới Chân Lạp (Campuchia), qua các vùng Phan Rang, Phan Thiết ngày nay mà tiếng Chiêm gọi là Panduranga. Cuối cùng, do Chiêm Thành từng có thù oán với Chân Lạp nên Chế Củ không còn đường chạy, bèn đầu hàng Đại Việt, và bị cầm tù cùng với năm vạn quân. Cuộc đuổi bắt vua Chế Củ mất hết một tháng.
Ngày 19 tháng 6 năm Quý Tỵ, thuyền của quân Lý về đến cửa Tư Minh, có lẽ là Tư Dung. Ngày 17 tháng 7 năm Tân Dậu, đạo quân Nam chinh về đến Thăng Long. Chế Củ mặc áo vải trắng, đầu đội mũ làm bằng cây gai, tay bị trói sau lưng do 5 người lính Võ đô dắt. Vì ông xin dâng 3 châu Bố Chính, Mã Linh và Địa Lý để chuộc tội nên được tha về. Năm 1074, ông qua đời không rõ thọ bao nhiêu tuổi.